# Newt Arnold
Newt Arnold (geboren am 22. Februar 1922 in Palo Alto, Kalifornien; gestorben am 12. Februar 2000) war ein US-amerikanischer Regisseur, Filmproduzent und Filmautor. Arnold führte im Film Bloodsport, welcher 1988 veröffentlicht wurde und heute Kultstatus erreicht hat, Regie. Arnold war, für seine Arbeit als Regieassistent bei den Filmen Der Pate – Teil II und Die 12 Geschworenen, zweifacher Empfänger des Directors Guild of America Award.

## Biografie
Arnold wurde in Palo Alto, Kalifornien, geboren und erwarb einen Bachelor-Abschluss an der Stanford University und studierte sodann mit Postgraduiertenstipendien an der Banff School of Fine Arts und der University of London. Er erhielt einen Master-Abschluss von der University of California, Los Angeles.
Arnold starb am 12. Februar 2000 in seinem Haus in Encino, Kalifornien, an Leukämie. Er hinterließ seine Frau und zwei Söhne, Jonathan und Evan.